# Ярослав Губалек
Ярослав Губалек (чеськ. Jaroslav Hubálek; 1886—1961) — чеський письменник.

## Діяльність
Закінчив лісотехнічну школу в Пісеку, після Першої світової війни був працевлаштований у лісовій адміністрації в Підкарпатській Русі, звідки йому довелося виїхати в 1938 році і був призначений радою при лісовій адміністрації в Бістра. У 1943 році він переїхав до Південної Чехії, а згодом до Ланшкроуна.
Автор низки книг про природу та тварин (Rok v přírodě (1943), Ostrovid (1943), Srub U žulové skály (1944) та інших). Життя лісових та польових тварин тут розповідається або з їх персоніфікованої точки зору, або у формі автобіографічних подій лісничого та мисливця.
Працював у лісовому господарстві в Закарпатті, де написав твір «З тіней карпатських лісів» (1926) про місця диких лісів Закарпаття.